# Apelles schildert Campaspe in aanwezigheid van Alexander de Grote
Apelles schildert Campaspe in aanwezigheid van Alexander de Grote (Frans: Apelle peignant Campaspe en présence d'Alexandre) is een onvoltooid schilderij van Jacques-Louis David, gemaakt tussen 1813 en 1823. Sinds 1885 maakt het deel uit van de collectie van het Museum voor Schone Kunsten in Rijsel.

## Voorstelling
Het schilderij toont Campaspe naakt poserend op de rand van een bed, met een hand in haar blonde haren. Alexander de Grote, gekleed in een schaarse outfit en met een helm op zijn hoofd, staat achter Apelles en kijkt toe terwijl deze werkt. Het moment dat David heeft vastgelegd, is het moment waarop Apelles, overweldigd door de schoonheid van Campaspe, stopt met schilderen. Hij is verliefd aan het worden op de minnares van zijn opdrachtgever. Het verhaal van Apelles en Campaspe is afkomstig uit de Naturalis Historia van Plinius de Oudere. Volgens dit verhaal was Alexander zo onder de indruk van het talent van Apelles dat hij zijn geliefde aan de kunstenaar afstond.
De compositie van het schilderij benadrukt de psychologische spanning tussen de drie personages. Alexander en Campaspe lijken te communiceren via gebaren, terwijl Apelles, in het midden van het schilderij, afwezig lijkt. David heeft ervoor gekozen om de scène in een eigentijds interieur te plaatsen, in plaats van een decor uit de oudheid, om het verhaal toegankelijker te maken voor het publiek van zijn tijd.
Het schilderij is een voorbeeld van het neoclassicisme, een kunststroming die de nadruk legde op de idealen van de klassieke oudheid. Het is onvoltooid gebleven, met name in de weergave van het lichaam van Alexander en de vloer aan de linkerkant. Een opvallend detail is het stilleven op de tafel van de kunstenaar, wellicht gemaakt door een assistent.
In 1813 had David al een tekening met dit onderwerp gemaakt. Volgens de schilder had zijn vrouw hem dit idee aan de hand gedaan. Het zal hem zeker hebben aangesproken. Het verhaal van Apelles en Campaspe was al sinds de renaissance populair bij kunstenaars om hun status aan het hof te benadrukken. Door zijn bewonderaars werd David wel vergeleken met Campaspe terwijl Napoleon, toen nog aan de macht, werd gezien als de nieuwe Alexander. Waarschijnlijk begon David in 1813 ook te werken aan het paneel en nam hij het onvoltooid mee naar Brussel waar hij in ballingschap ging. Wellicht werkte hij er rond 1820 aan verder.

## Herkomst
Bij zijn overlijden bevond het werk zich nog in het atelier van David. Na een mislukte poging om het op een veiling te verkopen, kwam het in 1835 in bezit van Davids schoonzoon, Claude Marie Meunier, een commandant uit de napoleontische oorlogen. Na zijn overlijden ging het schilderij naar zijn zoon Jules Meunier, burgemeester van Rijsel. De laatste eigenaar, Jacques Louis Jules David Chassagnolle, neef van Jules Meunier en kleinzoon van de schilder, schonk het werk aan het museum.